# Привалов, Виталий Иванович
Виталий Иванович Привалов (1910—1985) — советский хозяйственный, государственный и политический деятель, Герой Социалистического Труда.

## Биография
Родился в 1910 году в посёлке Кыштым. Член КПСС.
С 1934 года — на хозяйственной, общественной и политической работе. В 1934—1975 гг. — инженер-металлург, начальник центральной лаборатории, главный металлург на Машиностроительном заводе в Молотове, директор Государственного завода «Большевик» Министерства оборонной промышленности СССР/Ленинградского совнархоза, сотрудник научно-исследовательского института.
Указом Президиума Верховного Совета СССР от 21 мая 1963 года присвоено звание Героя Социалистического Труда с вручением ордена Ленина и золотой медали «Серп и Молот».
За разработку и внедрение в промышленность вооружения малолегированных марок стали с обеспечением установленного качества продукции был удостоен в составе коллектива Сталинской премии 1943 года.
Умер в Ленинграде в 1985 году.